# Sörbyakyrkan
Sörbyakyrkan är en kyrka i Nederluleå församling, Luleå stift, vilken är en samarbetskyrka där EFS och Svenska kyrkan samverkar. Kyrkan ligger i orten Antnäs, Luleå kommun.

## Inventarier
Altartavlan kommer från EFS bönhus i Antnäs och är en målning av H Hofman och M Hammarström. Dopfunten är gjord i bok med dopskål i glas. Kyrkklockan väger 200 kg och har tonen D2.